# Muscolo flessore ulnare del carpo
Il muscolo flessore ulnare del carpo è il più interno dei muscoli dell'avambraccio.

## Origine ed inserzione
Il muscolo prende origine dalla epitroclea (epicondilo mediale dell'omero) e con un capo ulnare che nasce dal margine mediale dell'olecrano dell'ulna. A circa metà dell'avambraccio si rende visibile il tendine terminale, che arrivato all'articolazione radio-carpica e passando al di sotto del legamento palmare carpico si inserisce sul pisiforme e con delle espansioni tendinee arriva anche al V metacarpo costituendo anche il legamenti piso-uncinato e piso-metacarpale.

## Azione
L'azione principale del muscolo è quella di flettere la mano sull'avambraccio. Contribuisce anche all'adduzione.